# Glomeroides addititus
Glomeroides addititus är en mångfotingart som beskrevs av Ottis Robert Causey 1973. Glomeroides addititus ingår i släktet Glomeroides och familjen klotdubbelfotingar. Inga underarter finns listade i Catalogue of Life.